# Belarussische Bandynationalmannschaft der Herren
Die belarussische Bandynationalmannschaft der Herren präsentiert Belarus bei internationalen Spielen im Bandy. Belarus nahm das erste Mal 2001 an einer Weltmeisterschaft teil und belegte seit dem stets den sechsten oder siebten Platz. 2010 nahm Belarus nicht an der Weltmeisterschaft teil.

## Weltmeisterschaften
| Jahr | Austragungsort          | Platz             |
| ---- | ----------------------- | ----------------- |
| 2001 | Haparanda & Oulu        | 7. Platz (von 7)  |
| 2003 | Archangelsk             | 6. Platz (von 9)  |
| 2004 | mehrere Austragungsorte | 7. Platz (von 11) |
| 2005 | Kasan                   | 7. Platz (von 11) |
| 2006 | mehrere Austragungsorte | 6. Platz (von 12) |
| 2007 | Kemerowo                | 6. Platz (von 12) |
| 2008 | Moskau                  | 6. Platz (von 13) |
| 2009 | mehrere Austragungsorte | 6. Platz (von 13) |
| 2010 | Moskau                  | keine Teilnahme   |
| 2011 | Kasan                   | 7. Platz (von 11) |
| 2012 | Almaty                  | 7. Platz (von 14) |
| 2013 | Vetlanda                | 6. Platz (von 14) |
| 2014 | Irkutsk & Schelechow    | 7. Platz (von 17) |

Herren:
Belarus |
Deutschland |
Estland |
Finnland |
Japan |
Kanada |
Kasachstan |
Kirgisistan |
Lettland |
Mongolei |
Niederlande |
Norwegen |
Russland |
Schweden |
Somalia |
Ukraine |
Ungarn |
Vereinigte Staaten
Ehemalige Nationalmannschaften:
Sowjetunion
Damen:
Finnland |
Schweden |
Norwegen |
Russland |
Vereinigte Staaten |
Kanada |
Ungarn